# أندرسون رودريغوس
أندرسون رودريغوس (بالبرتغالية: Anderson Paim de Rodrigues‏) (7 نوفمبر 1982 بباخي، ريو غراندي دو سول في البرازيل - ) هو لاعب كرة قدم برازيلي في مركز الدفاع. لعب مع نادي فيتوريا ونادي كروزيرو ونادي كاشياس دو سول وGuarany Futebol Clube ‏ ونادي فيرانوبوليس وفيلا نوفا أتليتيكو ‏ وIpatinga Futebol Clube ‏.

## وصلات خارجية
- أندرسون رودريغوس على موقع قاعدة بيانات كرة القدم.إي يو (الإنجليزية)